# Liste der Kulturdenkmäler in Kail
In der Liste der Kulturdenkmäler in Kail sind alle Kulturdenkmäler der rheinland-pfälzischen Ortsgemeinde Kail aufgeführt. Grundlage ist die Denkmalliste des Landes Rheinland-Pfalz (Stand: 21. September 2023).

## Einzeldenkmäler
| Bezeichnung                         | Lage                                                      | Baujahr         | Beschreibung | Bild                           |
| ----------------------------------- | --------------------------------------------------------- | --------------- | --- | ------------------------------ |
| Wegekapelle                         | Hauptstraße Lage                                          | 19. Jahrhundert | Wegekapelle, darin Antoniusfigur, 19. Jahrhundert                                                                                             | BW                             |
| Katholische Kirche St. Bartholomäus | Hauptstraße 5 Lage                                        | 1901/03         | neugotischer Mittelstützenbau, 1901/03; Lavagrotte mit neugotischen Skulpturen                                                                | weitere Bilder Fotos hochladen |
| Quereinhaus                         | Unterstraße 10 Lage                                       | 19. Jahrhundert | Quereinhaus, 19. Jahrhundert, Stall; Gesamtanlage                                                                                             | BW                             |
| Hofanlage                           | Unterstraße 16 Lage                                       | 18. Jahrhundert | Fachwerkhaus, teilweise massiv, verputzt, abgewalmtes Mansarddach, 18. Jahrhundert; Wirtschaftstrakte, 19. Jahrhundert; bauliche Gesamtanlage | BW                             |
| Wegekapelle                         | östlich des Ortes an der Kreuzung von K 30 und L 107 Lage | 1891            | Wegekapelle, bezeichnet 1891 | BW                             |